# Javasche Bank

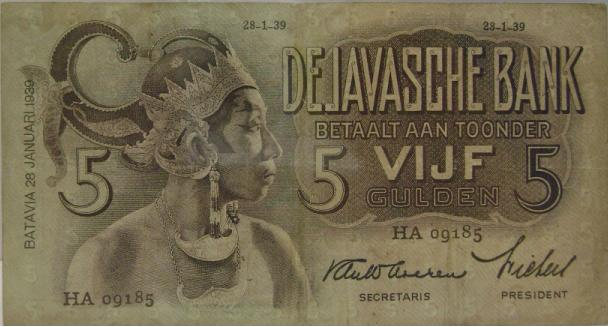
Bankbiljet van Nederlands-Indië (1939)

De Javasche Bank N.V., of DJB, opgericht in 1828, had een dubbelfunctie en functioneerde als circulatiebank voor Nederlands-Indië en na de soevereiniteitsoverdracht voor Indonesië en het was een kredietverstrekker met winstoogmerk. Het hoofdkantoor was gevestigd in Batavia (nu Jakarta). Het was de uitgever van papiergeld van de Nederlands-Indische gulden. De bank ging in 1953 over in Bank Indonesia, de centrale bank van Indonesië.
In 1891 werd het kantoor van de Javasche Bank te Amsterdam geopend, dat in 1922 werd omgezet in de Bijbank Javasche Bank, ook wel de Javasche Bank Nederland genoemd. Later werd er ook nog een kantoor in New York geopend. Als rechtsopvolger van het Amsterdamse filiaal van de Bank Indonesia werd in 1965 de Indonesische Overzeese Bank opgericht. 
De Javasche Bank had twintig kantoren in Nederlands-Indië, te weten in de plaatsen (huidige spelling) Bandjermasin, Bengkalis, Bandoeng, Cheribon, Jogjakarta, Kediri, Koetaradja, Makassar, Malang, Medan, Menado, Padang, Palembang, Pematangsiantar, Pontianak, Semarang, Soerabaja, Soerakarta, Tandjoengbalai, en Tandjoengpoera. De meeste gebouwen werden ontworpen door de architect Eduard Cuypers uit Amsterdam, die samenwerkte met M. Hulswit (1862-1921) en A. Fermont(1882-1967) in Batavia .
Bij de Ronde Tafel Conferentie op 2 november 1949 werd De Javasche Bank aangewezen als circulatiebank voor de Republiek Indonesië waarbij voorbij werd gegaan aan Bank Negara Indonesia (BNI) die vanaf 1946 diende als circulatiebank voor de republiek. De Javasche Bank zou beter toegerust zijn op de taak als circulatiebank dan BNI. Het land zat om veel geld verlegen en daarom verruimde De Javasche Bank als centrale bank in november 1950 de kredietruimte aan de Indonesische regering van 1,3 miljard naar 2,25 miljard gulden en in maart 1951 naar 3,2 miljard gulden. Eind 1951 werden de aandelen van DJB opgekocht door de Indonesische regering en werd de nationalisatie bekrachtigd in december 1951. Op 1 juli 1953 trad de wet in werking waarmee Bank Indonesia ontstond. Voor velen, zoals mr. Abdul Karim, een van de ouddirecteuren van de BNI, was het een grote stap waarmee een koloniaal instrument van een koloniaal bewind werd opgeheven. Anderen, veelal buitenlandse waarnemers zagen de overgang van De Javasche Bank naar Bank Indonesia meer als een reorganisatie.
Topposities bij de bank waren in 1953 nog voor 80% in handen van Europeanen en Indo-Europeanen. De directie was in de jaren hiervoor al veranderd door het benoemen van meer inheemse Indonesiërs. Met na- en bijscholing werden Indonesiërs nu ook opgeleid om andere hogere posities te kunnen bezetten wat in 1954 al haar vruchten afwierp. Eind 1957 en begin 1958 moesten vele Nederlanders Indonesië verlaten en werden de Nederlandse bedrijven in de regel genationaliseerd. Ook de laatste Nederlandse directeur P.A. van Garderen verliet het land en zou later in Nederland directeur worden van een dochter van de Deutsche Bank en vereeuwigd door Carel Willink vlak voor zijn overlijden in 1973. Hierdoor vermeld het personeelsbestand van hogere functies in 1958 vrijwel uit Indonesische namen.

## Presidenten van de Javasche Bank

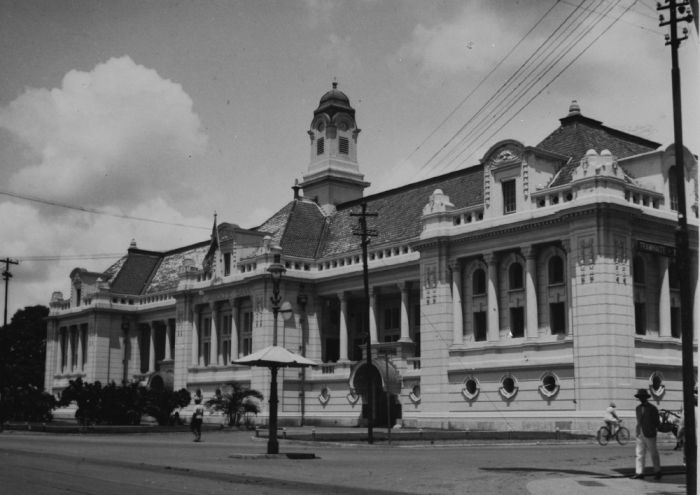
Het hoofdkantoor van de Javasche Bank te Batavia voor de verbouwing van 1935

De president van de Javasche Bank gaf leiding aan het bankbestuur dat verder bestond uit een aantal directeuren en een vaste secretaris. Het gouvernement van Nederlands-Indië benoemde de president en de secretaris, de benoeming van de directeuren was in handen van de aandeelhouders. President van de Javasche Bank vanaf de oprichting in 1828 tot aan de overname van de Indonesische regering in 1953 waren achtereenvolgens:
- Chr. de Haan (1828 - 1838)
- C.J. Smulders (1838 - 1851)
- E. Francis (1851 - 1863)
- C.F.W. Wiggers van Kerchem (1863-1868)
- J.W.C. Diepenheim (1868-1870)
- F. Alting Mees (1870-1873)
- N.P. van den Berg (1873-1889)
- S.B. Zeverijn (1889-1893)
- D. Groeneveld (1893-1898)
- J. Reijsenbach (1899-1906)
- G. Vissering (1906-1912)
- E.A. Zeilinga (1912-1924)
- L.J.A. Trip (1924-1929)
- G.G. van Buttingha Wichers (1929-1945)
- J.C. van Waveren (wnd. president 1946)
- R.E. Smits (1946-1949)
- A. Houwink (1949-1951)
- S. Prawiranegara (1951-1953)

### Bankfilialen

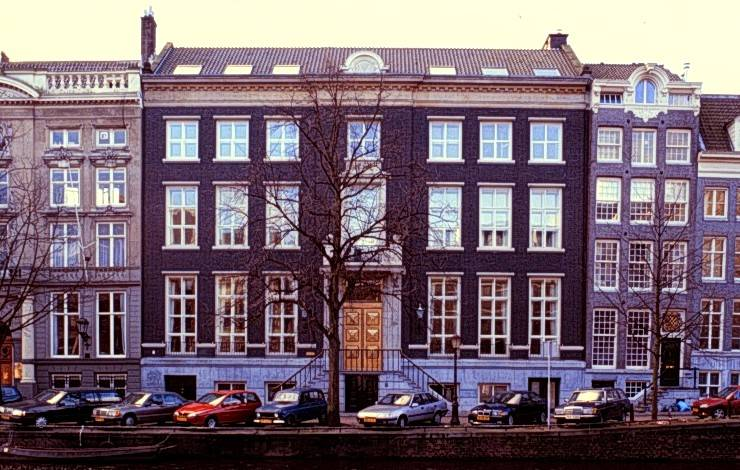
Kantoor te Amsterdam van de Javasche Bank
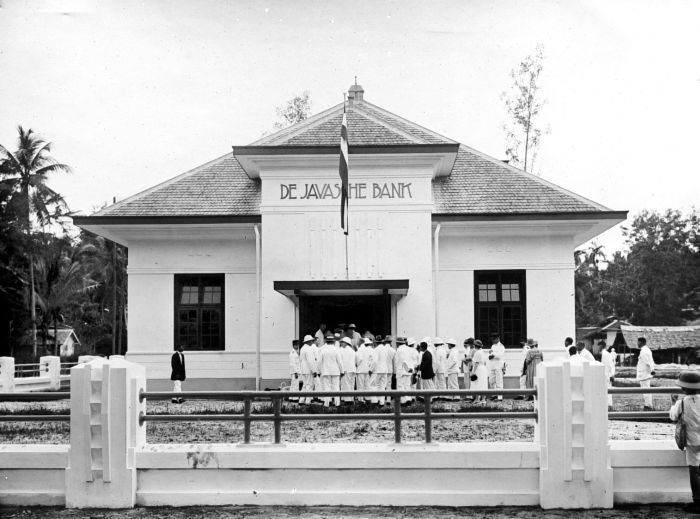
Opening van het filiaal in Banjarmasin
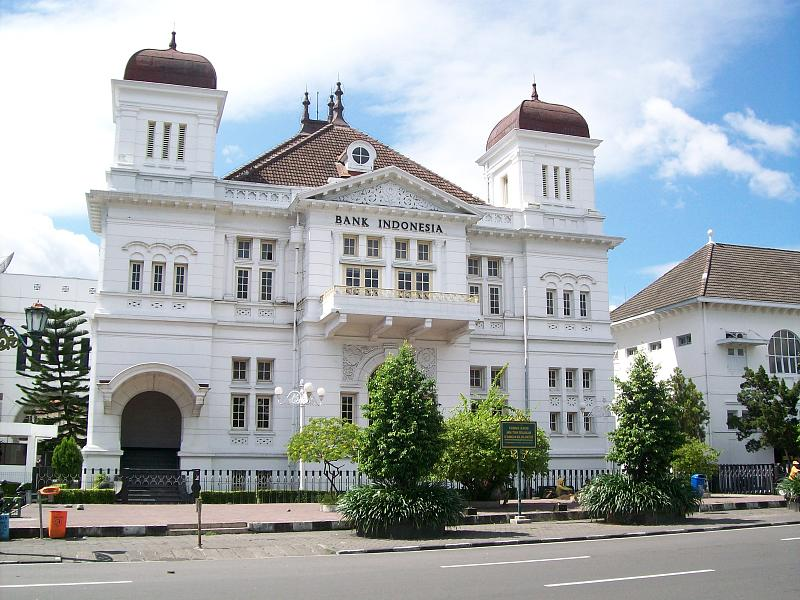
Filiaal in Yogyakarta
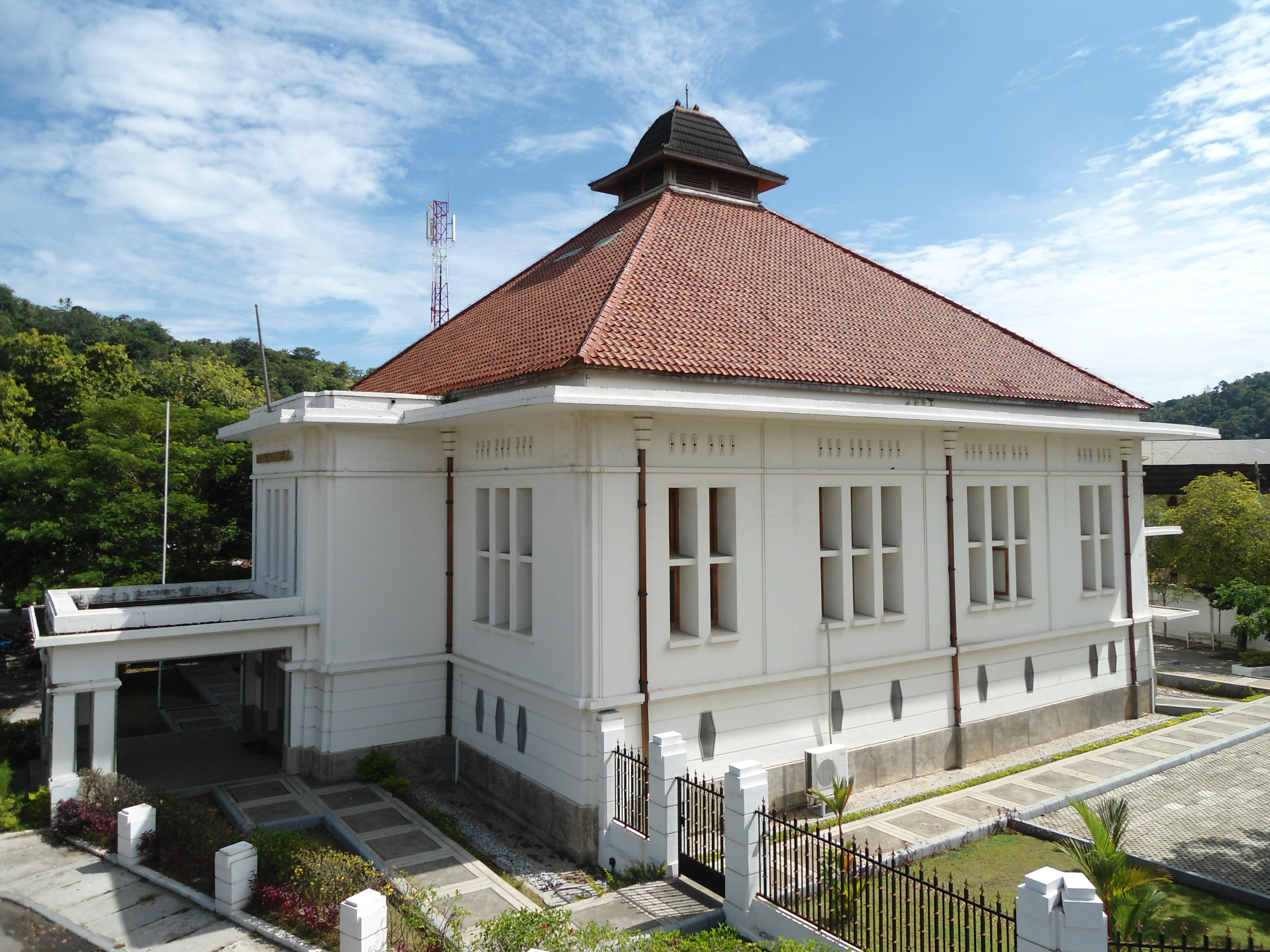
Filiaal in Padang
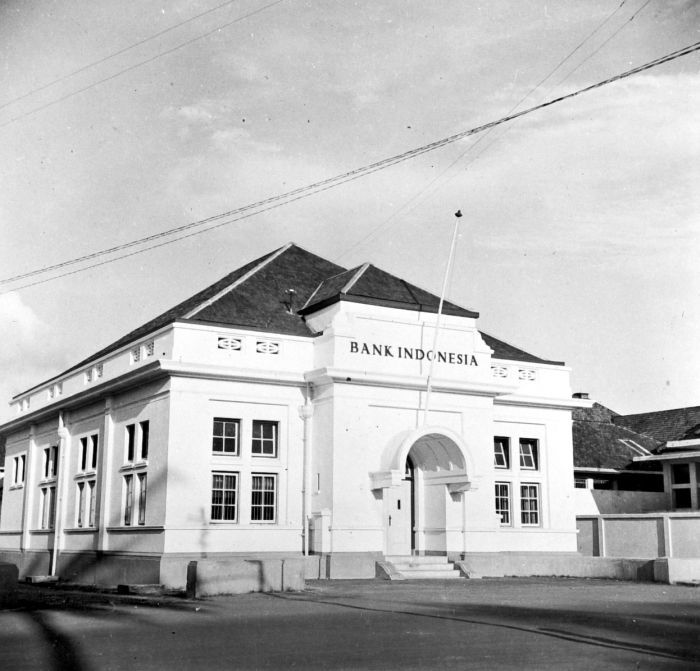
Filiaal in Palembang (1950s)
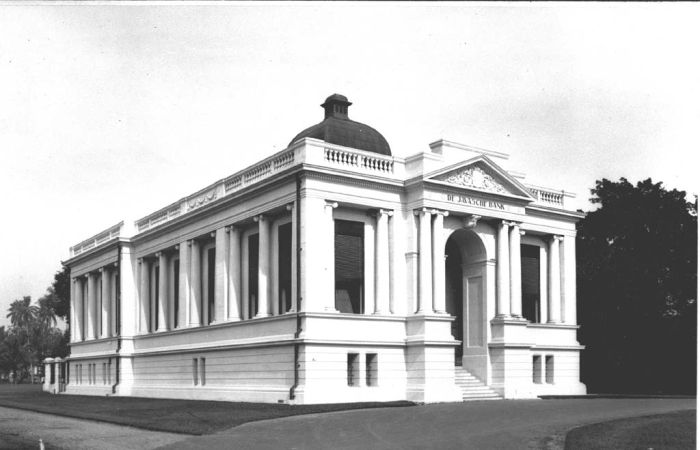
Filiaal in Medan
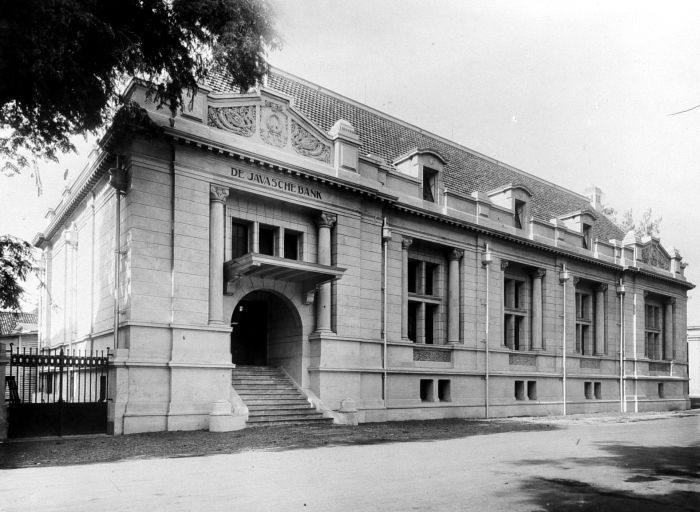
De Javasche Bank in Surabaya
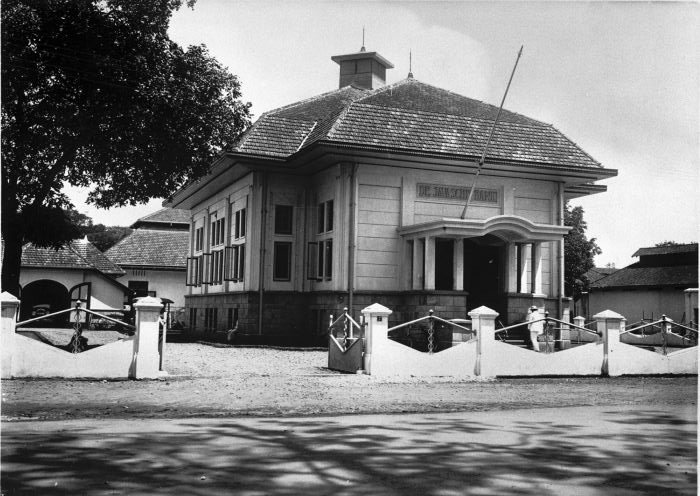
De Javasche Bank in Malang
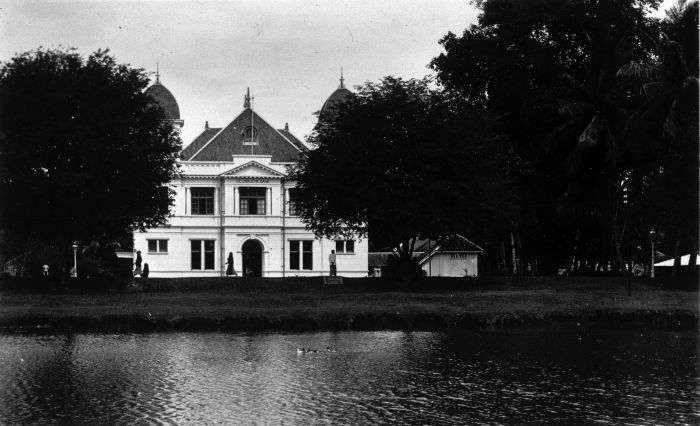
De Javasche Bank in Banda Aceh
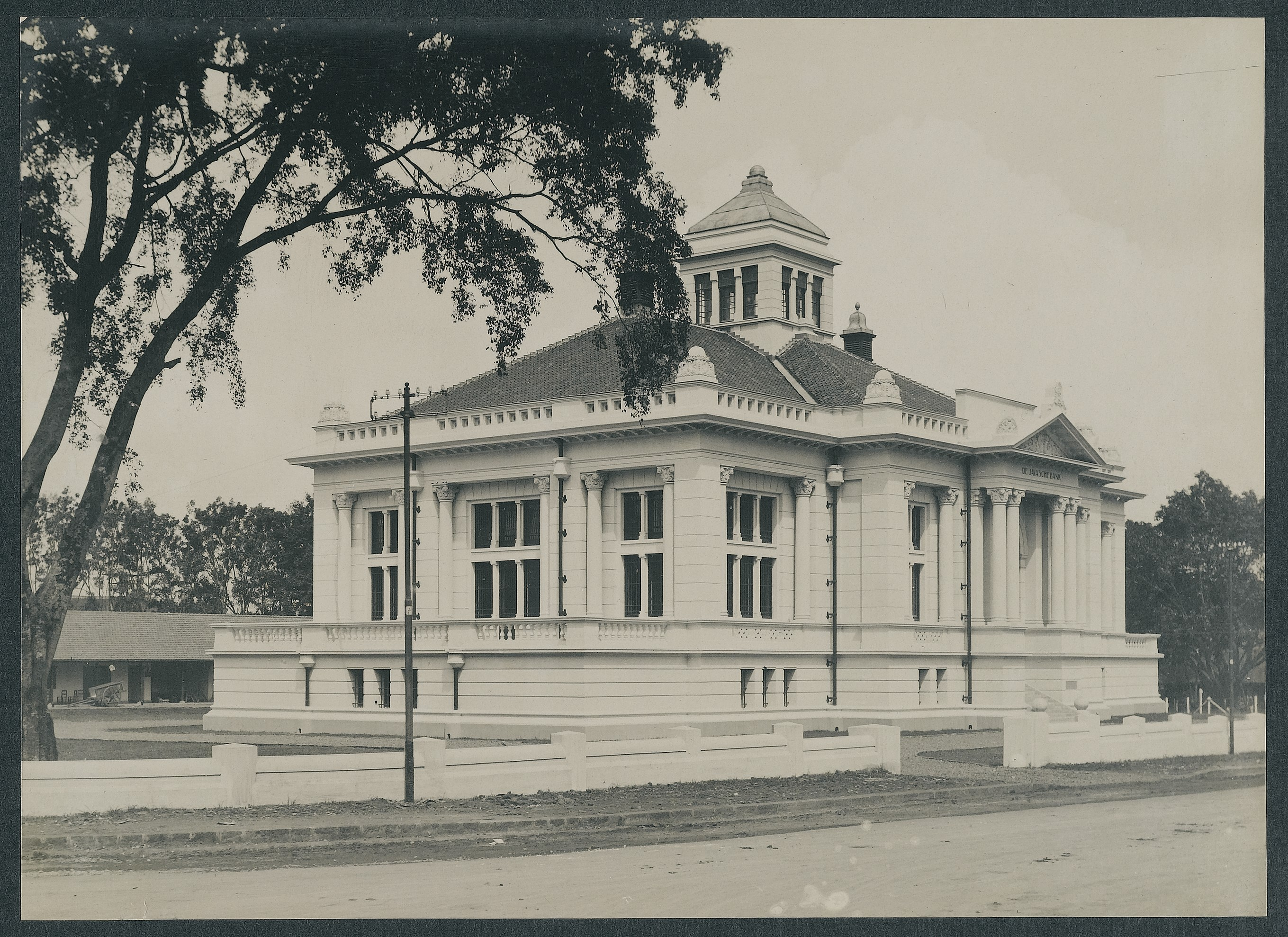
Filiaal in Bandung